# Война между Кальмарской унией и Ганзейским союзом (1426—1435)
Война между Кальмарской унией и Ганзейским союзом, также Датско-ганзейская война 1426—1435 годов — военный и экономико-политический конфликт между Кальмарской унией во главе с Данией и Ганзейским союзом. Основная причина войны состояла во введении таможенных пошлин через пролив Зунд. При этом война была тесно связана с Датско-Гольштейнской войной за Шлезвиг (1409/1422-1435), конфликтом между Ганзейским союзом и Голландией (1422—1441) и шведским восстанием 1434/1436.

## Предыстория
Со времен Штральзундского мира (1370) Ганзейский союз пользовался широкими привилегиями в Балтийском море. Однако в начале XV века голландские портовые города вышли из состава Союза. При доброжелательном отношении короля Кальмарской унии Эрика VII голландские и британские корабли начали оспаривать монополию Ганзы в Балтийском море.
С 1422 года в регионе нарастала напряженность. Голландские корабли, желавшие проникнуть в Балтийское море, были атакованы ганзейцами в Зунде, а голландцы захватывали ганзейские корабли в Северном море. Веря в объединенную силу трех королевств в составе Унии, король Эрик намеревался извлечь выгоду из ослабления Ганзейского союза и отменить его привилегии. Он воспользовался стратегическим преимуществом Дании и ввел Зундскую пошлину — налог на корабли, проходившие через Зунд, ставший одним из наиболее важных источников дохода казны. Для этого он построил на узком мысе Хельсингер крепость. В то время как Любек и Гамбург призывали объявить Дании войну, Штральзунд и Грайфсвальд по-прежнему рассчитывали на переговоры. Однако переговоры не увенчались успехом, и Эрик начал снаряжать военные корабли, готовясь к войне.
При этом Эрик также унаследовал от предшественника конфликт с графством Гольштейн-Рендсбург. В прошлом некоторые земли в герцогстве Шлезвиг были сданы в аренду графам, и теперь король желал вернуть их обратно. Генрих IV, граф Гольштейн-Рендсбург, в свою очередь, желал полностью подчинить Шлезвиг. В 1405—1409 годах между Данией и Гольштейном шла война с переменным успехом. Перемирие и арбитраж со стороны Ганзейского союза и немецкого императора потерпели неудачу. Когда войска Эрика в 1426 году оккупировали Фленсбург, ранее принадлежавший Гольштейну, граф Генрих и его братья Герхард и Адольф заключили союз с Ганзой, сформировав антидатский альянс.

## Война на море
Война в основном развернулась в Северном и Балтийском морях. В 1426 году Ганза начала военно-морскую блокаду датских портов. Одновременно шла интенсивная война между каперами, в которой участвовали также голландцы и англичане. В 1427 году ганзейские корабли опустошили побережье датских островов Лэсо, Орё, Лолланд, Мён и Борнхольм, но не смогли атаковать Фленсбург. В морской битве в Зунде ганзейская эскадра из 36 крупных кораблей Любека и Гамбурга под командованием мэра Любека Тидемана Штеена была разгромлена датско-шведским флотом под командованием Барнима VIII Померанского. Штеен был смещен после этой неудачи, а мэр Висмара Иоганн Бантцков был казнен как командир кораблей Висмара. Гамбургский мэр Хайн Хойер попал в датский плен, а шведский рейхсрат Грегер Магнуссон оказался в плену в Любеке.
Чтобы скорее положить конец войне, Ганзейский союз планировал захват Копенгагена и уничтожение датско-шведского флота силами наемников и кораблей из Гамбурга, Любека, Люнебурга, Ростока, Штральзунда и Висмара. Но первая попытка захвата Копенгагена, проведенная графом Гольштейна Герхардом VII в апреле 1428 года, не удалась из-за действий датской королевы Филиппы. Тогда ганзейский флот разграбил берега Зеландии. Только во второй атаке в июне 1428 года Ганзейский союз преуспел, заблокировав датский флот в порту и уничтожив значительную его часть.
Однако из оставшихся кораблей Филиппа сформировала новый флот, который в свою очередь напал на Штральзунд в мае 1429 года и разграбил его гавань.

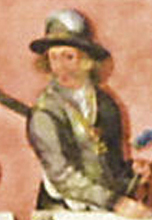
Барним VIII
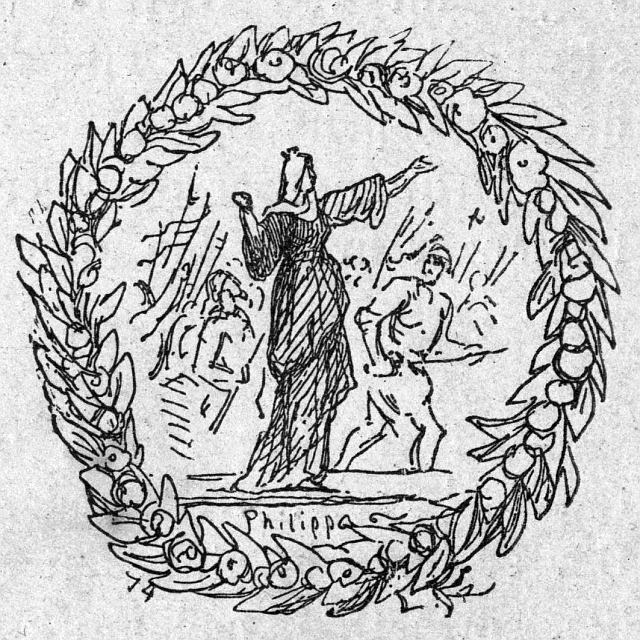
Филиппа Английская
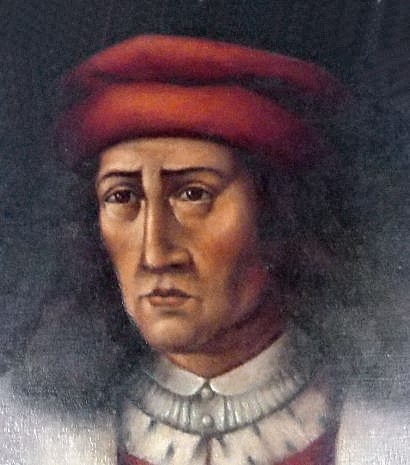
Эрик VII

## Война на суше
Уже в 1427 году Гольштейн и Ганза попытались вернуть Фленсбург. Однако совместная операция по суше и морю не удалась, а граф Генрих IV пал в бою. Гамбургский советник Йоханн Клетце был обвинен в поражении и казнен. Только в 1431 году гольштейнцы и ганзейцы преуспели под руководством преемника Генриха Адольфа VIII, завоевавшего Фленсбург и Дубург.

## Перемирие и мир
Военные действия нанесли ущерб торговле в Балтийском море. Ганзейская блокада и разграбление скандинавских портов привели к остановке экспорта городов Союза, а также вызвали экономический кризис в Швеции. В сентябре 1430 года Росток заключил сепаратный мир с датчанами, в декабре 1430 года — Хельсингборг, затем и Штральзунд. После завоевания Фленсбурга в 1432 году Любек и Гамбург также договорились о перемирии. Начались долгие переговоры. Чтобы увеличить давление на Эрика, Любек поддержал шведское восстание 1434 года.
Наконец, Дания, Ганзейский союз и Гольштейн договорились о мире в Вонгборге (1435). Граф Альбрехт фон Гольштейн получил желаемый Шлезвиг. Зундская пошлина была сохранена, но под давлением шведского восстания Эрик согласился не предоставлять привилегий голландцам и англичанам. В рамках специального договора Гамбург, Любек, Люнебург и Висмар сумели в 1436 году полностью освободиться от пошлины, а чуть позже — и Штральзунд, Росток и Грайфсвальд. Однако ливонские и прусские ганзейские города продолжали платить этот налог, что вызвало напряженность в Ганзейском союзе между Любеком, Ростоком и Висмаром с одной стороны и Гданьском — с другой.

## Последствия
Закончив войну с ганзейцами, король Эрик формально восстановил свой суверенитет над Швецией. Однако шведский регент Карл Натссон Бонде добился широкой автономии для своей страны, что подорвало позицию Эрика в Дании. Датский парламент сверг короля, который сбежал в Готланд в 1439 году, вскоре после этого его низложил норвежский парламент и в 1442 году — шведский. Престол занял племянник Эрика Кристофер III, избранный королем. Кристофер впервые подтвердил привилегии Ганзейского союза, но затем снова поддержал голландцев, которым были предоставлены особые права в 1441 году.